# Katolička Crkva u Urugvaju
Katolička Crkva u Urugvaju dio je svjetske Katoličke Crkve, pod duhovnim vodstvom pape i rimske kurije. U Urugvaju živi oko 47 % katolika od ukupnoga stanovništva. Crkva je podijeljena na 9 dijeceza (biskupija) uključujući i jednu nadbiskupiju. Biskupi Urugvaja okupljeni su u Biskupsku konferenciju Urugvaja. Zaštitnici Urugvaja su sv. Jakov Alfejev, sv. Filip i Gospa od Trideset i trojice.
U Urugvaju se posebno štuje Gospa od Trideset i trojice kao zaštitnica Urugvaja, a njezino najveće svetište se nalazi u gradiću Florida. Osim Rimokatoličke prisutne su u manjem broju i Maronitska i Armenska katolička Crkva.

## Povijest
Evangelizacija naroda Urugvaja počinje ubrzo nakon španjolskih naseljavanja 1624. godine. Veliku ulogu u pokrštavanju i naobrazbi domorodačkih naroda imali su isusovci, dominikanci i franjevci. Montevideo dobiva naslov biskupije 1878. godine, nakon što je 1830. to bio vikarijat. Godine 1897. Montevideo postaje nadbiskupija.
Ustav iz 1830. godine proglašava katoličanstvo državnom religijom. Ustavom koji je prihvaćen 1917., a bio je na snazi od 1918., država je sekularizirana te je Crkva odvojena od države. Apostolska nuncijatura u Urugvaju je osnovana 10. studenog 1939. s papinskim breveom Ob animorum curam. Sadašnji nuncij je George Panikulam. Sv. papa Ivan Pavao II. je posjetio ovu državu dva puta.

### Ustroj
Katolička Crkva u Urugvaju podijeljena je na jednu metropoliju i devet sufraganskih biskupija:
- Nadbiskupija Montevideo
  - Biskupija Canelones
  - Biskupija Florida
  - Biskupija Maldonado-Punta del Este
  - Biskupija Melo
  - Biskupija Mercedes
  - Biskupija Minas
  - Biskupija Salto
  - Biskupija San José de Mayo
  - Biskupija Tacuarembó

## Vanjske poveznice
- Biskupska konferencija Urugvaja  Arhivirana inačica izvorne stranice od 12. lipnja 2018. (Wayback Machine) (šp.)